# Бейн (трилогия «Тёмный рыцарь»)
Бейн (англ. Bane) — персонаж трилогии Кристофера Нолана «Тёмный рыцарь» (2005—2012), основанный на одноимённом суперзлодее DC Comics. Роль исполнил английский актёр Том Харди.
Бейн предстаёт как мощный революционер, изгнанный из Лиги Теней и позиционирующий себя «освободителем». Он жаждет воплотить миссию Ра’с аль Гула, уничтожив Готэм. Бейн носит маску, через которую в его организм поступает обезболивающий газ, избавляющий его от боли, возникшей в результате травм, полученным им в тюрьме под названием «Яма».
Несмотря на разительные отличия с исходным материалом, созданный Томом Харди образ Бейна был в целом положительно принят критиками и зрителями.

## Создание образа

### Первое появление персонажа на страницах комиксов
Бейн был создан Чаком Диксоном и Грэмом Ноланом для сюжетной линии Batman: Knightfall. Они разработали концепцию Бейна после первоначальной идеи редактора Денниса О’Нила.

### Исполнение
Режиссёр фильма «Тёмный рыцарь: Возрождение легенды» (2012) Кристофер Нолан решил ввести в сюжет Бейна, поскольку хотел, чтобы главный герой подвергся испытаниям как на физическом, так и на ментальном уровне. Ещё в юном возрасте Том Харди, исполнитель роли Бейна, прочитал много комиксов о Бэтмене, а потому сразу согласился на предложение Нолана сыграть врага супергероя. Харди хотел показать зрителям «более грозного» Бейна, чем версия Джипа Свенсона в ленте Джоэла Шумахера «Бэтмен и Робин» (1997). Готовясь к роли, актёр посещал тренажёрный зал три раза в день и набрал 14 кг, доведя свой вес до 90 кг. По словам Тома, после столь быстрого набора мышечной массы у него заболели суставы, а также нарушилась работа сердца. Харди владеет мастерством боевых искусств, а до «Тёмного рыцаря: Возрождения легенды» снимался в фильме Гэвина О’Коннора «Воин», где исполнил роль бойца смешанных боевых искусств; с связи с этим, Харди придал несколько навыков данного персонажа Бейну, впоследствии назвав его стиль сражений «жестоким» и «тяжёлым».
До выхода фильма на экраны зрители на тестовых показах негативно отозвались о голосе Бейна и заявляли, что из-за маски он звучал неразборчиво. Вследствие этого, перед премьерой картины, Харди переозвучил фразы своего героя, а благодаря работе монтажёров голос стал выразительнее. По словам Тома, на голос, который он придал своему персонажу, повлияло несколько факторов: интеллект Бейна, его происхождение и, в частности, голос боксёра Бартли Гормана.
На съёмках Харди много импровизировал; одна из его фраз, вошедших в финальный вариант фильма — «That’s a lovely, lovely voice» (с англ. — «Какой чудный, милый голос»), произнесённая в сцене на футбольном стадионе.

### Дизайн
При создании костюма Бейна художница Линди Хемминг хотела, чтобы он выглядел «как амальгама из всевозможных деталей, которые он собирал, проходя через очень отдалённые места. Например, часть его жилета мы сделали из фрагментов старой армейской палатки. Его одежда — милитари, но ни в коем случае не униформа». Также Хемминг спроектировала маску персонажа, сделав так, чтобы она смотрелась «по-звериному». При создании маски художник по костюмам Грэм Чёрчиард изготовил трёхмерную модель лица и черепа Тома Харди, благодаря чему маска идеально подошла по форме лица актёра. Линди лично разработала дизайн куртки Бейна, работа над которой длилась два года. За основу были взяты шведская армейская куртка и сюртук времён Французской революции, вследствие чего в фильме персонаж выглядит одновременно и диктатором, и революционером. В процессе работы Хемминг столкнулась с трудностями, пытаясь найти портного в Лос-Анджелесе, который мог бы снабдить наряд овечьей шерстью.

## Биография персонажа
В мрачных стенах тюрьмы «Яма» Бейн, мужественный заключённый, стал покровителем и верным другом маленькой девочки — Талии Аль Гул, дочери лидера Лиги Теней — Ра’с аль Гула; её мать умерла в «Яме». Бейн помог Талии сбежать из тюрьмы, за что был сильно избит заключёнными, в результате чего стал постоянно страдать от неимоверной боли. Тюремный врач изготовил для Бейна специальную маску, через которую в его организм подаётся обезболивающий газ, избавляющий его от страданий. Впоследствии Лига Теней пришла в «Яму» для спасения Бейна, но Ра’с аль Гул не смог принять его в команду, видя в нём лишь чудовище. После смерти отца Талия нашла Бейна и приняла его в Лигу, сделав его вторым лидером. Вместе они решили выполнить миссию Ра’са — уничтожить Готэм.
Талия, назвавшись Мирандой Тейт, вступает в романтические отношения с миллиардером Брюсом Уэйном, который отдаёт ей управление своей компанией Wayne Enterprises. В логово Бейна приходит супергерой Бэтмен — альтер эго Уэйна — чтобы остановить его. В ходе битвы Бейн избивает Бэтмена, повреждает его спину и заключает в «Яму».
Используя украденное из Wayne Enterprises вооружение Бейн устраивает анархию в Готэме и превращает термоядерный реактор компании в нейтронную бомбу. За несколько часов до взрыва сбежавший из «Ямы» Бэтмен возвращается в Готэм и вновь вступает в сражение с Бейном, в процессе которого повреждает его маску, что сопровождается невыносимой болью у последнего. Впоследствии Талия, раскрыв Тёмному рыцарю свою истинную личность, восстанавливает маску своего покровителя. Бейн готовится уничтожить своего врага, однако в последний момент прибывает Селина Кайл / Кошка и расстреливает его.

## Появления в других медиа
Бейн, озвученный Майклом Лосом, фигурирует в видеоигре The Dark Knight Rises, выпущенной в 2012 году.

## Восприятие
Данное воплощение Бейна и актёрское исполнение Тома Харди получили положительные отзывы со стороны критиков и аудитории, а издания Screen Rant, Comic Book Resources, Empire, The Cinemaholic, MovieWeb, USA Today, The Loupe, Entertainment Time, Rolling Stone, Taste of Cinema и Entertainment Weekly включили персонажа в свои списки лучших кинозлодеев в истории. Чак Диксон, создатель персонажа, отметил, что в фильме Бейн «больше похож на представителя движения „Захвати Уолл-стрит“, чем на политического деятеля». Веб-сайт IGN похвалил «грозный голос» Бейна и его «умение владеть языком тела», однако назвал его «менее интересным персонажем», чем Джокер в исполнении Хита Леджера из картины «Тёмный рыцарь».

### Номинации
За исполнение своей роли Харди в 2013 году был номинирован на следующие кинопремии: MTV Movie Awards в категориях «Лучший злодей» и «Лучший бой» (с Кристианом Бейлом), и Teen Choice Awards в категории «Лучший кинозлодей».

### Комментарии
1. ↑  Источники:
'"`UNIQ--ref-00000008-QINU`"''"`UNIQ--ref-00000009-QINU`"''"`UNIQ--ref-0000000A-QINU`"''"`UNIQ--ref-0000000B-QINU`"''"`UNIQ--ref-0000000C-QINU`"''"`UNIQ--ref-0000000D-QINU`"''"`UNIQ--ref-0000000E-QINU`"''"`UNIQ--ref-0000000F-QINU`"''"`UNIQ--ref-00000010-QINU`"''"`UNIQ--ref-00000011-QINU`"''"`UNIQ--ref-00000012-QINU`"''"`UNIQ--ref-00000013-QINU`"''"`UNIQ--ref-00000014-QINU`"'